# Carnotit
Carnotite là một khoáng chất phóng xạ kali urani vanadate có công thức hóa học K2 (UO2) 2 (VO4) 2 · 3H2O. Hàm lượng nước có thể thay đổi và một lượng nhỏ calci, bari, magnesi, sắt và natri thường có mặt.